# 斯諾希爾 (北卡羅萊納州)
斯諾希爾（英語：Snow Hill）是一個位於美國北卡羅萊納州格林縣的城鎮。同時該地也是格林縣的縣治。

## 人口
根據2020年美國人口普查的數據，斯諾希爾的面積為3.99平方千米，皆為陸地。當地共有人口1481人，而人口密度為每平方千米371人。